# 恰科瓦
恰科瓦是羅馬尼亞的城鎮，位於該國西部，距離首府蒂米什瓦拉28公里，由蒂米什縣負責管轄，面積252.76平方公里，海拔高度79米，2009年人口5,149，大多數居民信奉東正教。
45°30′N 21°08′E / 45.500°N 21.133°E